# Cratere Drebbel
Drebbel è un cratere lunare di 30,23 km situato nella parte sud-occidentale della faccia visibile della Luna.

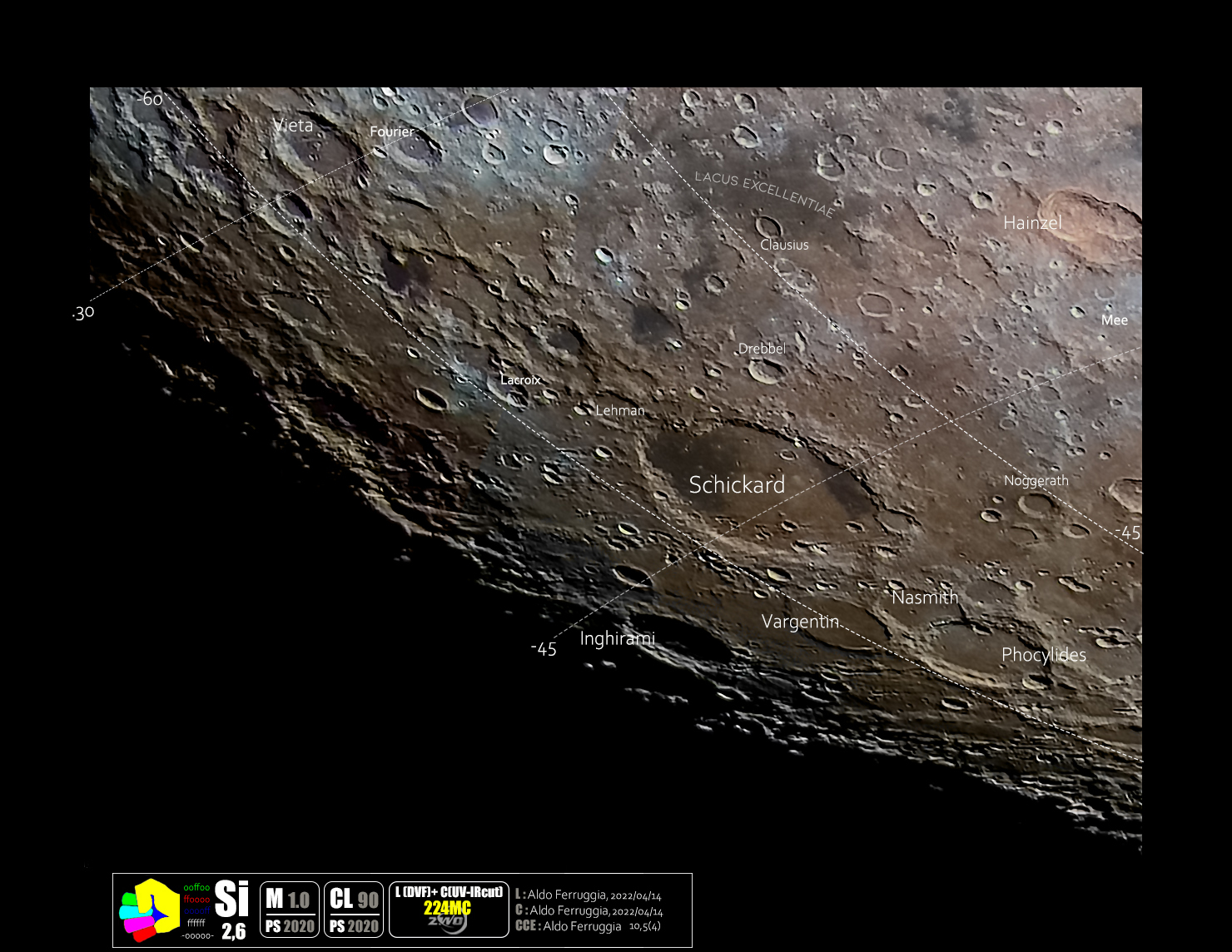
Immagine Selenocromatica(Si) del cratere

Il cratere è dedicato all'inventore olandese Cornelius Drebbel.

## Crateri correlati
Alcuni crateri minori situati in prossimità di Drebbel sono convenzionalmente identificati, sulle mappe lunari, attraverso una lettera associata al nome.
| Drebbel | Coordinate            | Diametro (in km) |
| ------- | --------------------- | ---------------- |
| A       | 38°59′24″S 51°04′12″W | 7,13             |
| B       | 37°46′48″S 47°31′12″W | 17,49            |
| C       | 40°27′36″S 43°03′36″W | 28,32            |
| D       | 37°57′00″S 49°21′36″W | 10,77            |
| E       | 38°12′36″S 51°28′48″W | 59,8             |
| F       | 42°47′24″S 44°45′36″W | 15,02            |
| G       | 43°50′24″S 45°23′24″W | 16,58            |
| H       | 41°44′24″S 45°28′12″W | 9,57             |
| J       | 40°37′12″S 52°25′12″W | 12,99            |
| K       | 40°03′36″S 49°37′12″W | 32,51            |
| L       | 40°18′00″S 50°56′24″W | 9,26             |
| M       | 41°17′24″S 41°33′00″W | 7,08             |
| N       | 41°20′24″S 52°33′36″W | 8,7              |
| P       | 39°43′12″S 51°55′48″W | 4,88             |